# Monroe (Utah)
Monroe es una ciudad del condado de Sevier, estado de Utah, Estados Unidos. Según el censo de 2000 tenía una población de 1.845 habitantes.

## Geografía
Monroe se encuentra en las coordenadas 38°37′46″N 112°7′13″O / 38.62944, -112.12028.
Según la oficina del censo de Estados Unidos, la ciudad tiene una superficie total de 9,2 km². No tiene superficie cubierta de agua.
Toma su nombre del presidente James Monroe.
- Datos: Q483264
- Multimedia: Monroe, Utah / Q483264

1. ↑  Zip Data Maps, código ZIP n.º 84754.